# NGC 2608
NGC 2608 este o interacțiune de galaxii situată în constelația Racul. A fost descoperită în 12 martie 1785 de către William Herschel. Se află la o distanță de 19,68 megaparseci de Pământ.